# 티머시 B. 슈미트
티머시 브루스 슈미트(영어: Timothy Bruce Schmit, 1947년 10월 30일 ~ )은 미국의 싱어송라이터로, 이글스의 베이시스트로 잘 알려져 있다. 2012년도에 버클리 음악 대학에서 명예 박사 학위를 수여받았다.

## 음반 목록

### 독집
- 《Playin' It Cool》 (1984)
- 《Timothy B.》 (1987)
- 《Tell Me the Truth》 (1990)
- 《Feed the Fire》 (2001)
- 《Expando》 (2009)
- 《Leap of Faith》 (2016)